# Светоч мира
«Светоч мира» (англ. The Light of the World) — аллегорическое полотно художника-прерафаэлита Уильяма Холмана Ханта, представляющее фигуру Христа у массивной, заросшей бурьяном, давно запертой двери. Картина иллюстрирует Откровение Иоанна Богослова: «Се стою у двери и стучу. Если кто услышит голос Мой и отворит дверь, войду к нему, и буду вечерять с ним, и он со Мною» (Откр. 3:20). Название картины также взято из Евангелия: «Аз есмь свет миру» (Ин. 8:12) (англ. I am the light of the world).

## Сюжет и символизм картины
Произведение наполнено образами, имеющими символистский смысл.
Над миром лежит ночь. Христос со светильником в руке идёт по миру среди мрака и стучится в дома. На картине Он изображён у одной из дверей. Светильник в левой руке Иисуса подчёркивает мрак, окружающий дом. Свет от светильника направленный, падает на дверь и немного освещает одежды Спасителя. Христос изображён в длинных светлых одеждах, на Нём красный плащ, на голове — корона и вокруг неё терновый венец, на ногах — сандалии. Лицо Христа обращено к зрителю. Ещё одно светлое пятно на картине — луна, образующая нимб вокруг головы Спасителя.
Дверь символизирует «закрытое сердце», она наглухо заперта, давно не отворялась, заросла бурьяном. На двери нет ручки, и открыть её можно только изнутри. Особое внимание художник уделил изображению светильника. Он довольно сложен и причудлив: семь его граней символизируют семь Церквей Апокалипсиса, а отверстия разной формы — многообразие форм религии, объединённых общим светом.
Вся сцена иллюстрирует фрагмент из Откровения Иоанна Богослова: «Се стою у двери и стучу. Если кто услышит Мой голос и отворит дверь, войду к нему, и буду вечерять с ним, и он со Мною» (Откр. 3:20).
Через 50 лет после создания картины Ханту пришлось разъяснять её символистский смысл.

## История создания
Картина была задумана как парная к «Пробудившемуся стыду» (The Awakening Conscience, 1853).
Оригинал картины был написан в 1853—1854 годах. Изначально Хант намеревался сделать сцену дневной. Но позже его захватила идея написать ночную сцену и продолжить эксперименты со световыми эффектами, начатые во время работы над картиной «Наши английские берега» (1852). До этого Хант ночных сцен не писал и, чтобы лучше освоить технику их создания, отправился на «натуру», в графство Суррей.
Хант ходил с фонарём в руках и в окрестностях станции Ивелл нашёл подходящую бедную хижину на одной из ферм (Worcester Park Farm). Он построил во дворе соломенный шалаш и прожил в нём несколько месяцев, во время лунных ночей изучая освещение и световые эффекты: преломление света, проходящего через ветви деревьев, рассеяние света от фонаря, тени и полутени. Работал он по ночам, с фонарём и этюдником, и местные жители в конце концов сочли его за сумасшедшего. На ферме с ним жил другой прерафаэлит, Джон Эверетт Милле, который впоследствии вспоминал:

Этим вечером я вышел в сад (прекрасная лунная ночь, но очень холодная) с фонариком для Ханта, чтоб увидеть эффект, которого он хочет достичь при помощи этого лунного света.

Фонарик, которым художник светил себе, не был похож на светильник, изображённый на картине в руке Христа. Но стремясь к правдоподобию и совершенству, Хант специально изготовил и макет светильника. Работу над картиной Хант заканчивал в своей лондонской мастерской. Уже имея большой опыт работы в полевых условиях, он изготовил специальное устройство, с помощью которого получал необходимые световые эффекты в своей мастерской в любое время суток.
Картина была представлена публике на выставке Королевской Академии 1854 года, но была встречена довольно холодно и не произвела того эффекта, на который рассчитывал Хант. Кроме того, некоторые усмотрели в его новой работе проповедь католицизма. Тогда в поддержку картины на страницах «Times» выступил знаменитый теоретик искусства Джон Рёскин со статьёй, разъясняющей её символистский смысл. В своем письме от 5 мая 1854 года Рёскин назвал «Светоч мира» одним из самых прекрасных произведений на религиозную тему, которые когда-либо были созданы.
В итоге картину купил Томас Комб, а его жена впоследствии передала её Кейбл-колледжу (Keble College), в Оксфорде, где она и экспонировалась в дальнейшем. В настоящее время это полотно находится в боковой комнате большой часовни в Кейбл-Колледже. По всей Англии распространялись гравюры и открытки с репродукциями картины, и с годами «Светоч Мира» был признан одним из знаковых и самых впечатляющих образов викторианской эпохи.
Однако Ханта не устраивали условия экспонирования картины в Кейбл-колледже, где её не могло увидеть значительное количество людей, и, ровно через 50 лет после создания картины, в 1904 году художник закончил другую её версию, изображающую фигуру Христа в полный рост. Это полотно приобрёл Чарльз Бут. Произведение «прогастролировало» по крупнейшим городам Великобритании, Америки, Канады, Новой Зеландии и Австралии, неизменно собирая толпы зрителей, а затем его повесили в Соборе Святого Павла, в Лондоне.
В письме к своему другу Уильяму Беллу Скотту Хант писал:

Эта картина — не просто удачная находка, я недостоин её, она как бы возникла во мне — меня вело Провидение.
Оригинальный текст (англ.)I painted the picture with what I thought, unworthy though I was, to be by Divine command, and not simply as a good subject.

## Влияние
В викторианский период картина была очень популярна, и вдохновила нескольких композиторов на создание произведений, в частности, Артур Салливан в 1873 году написал ораторию «The Light of the World».